# Tom Poes en de Zwarte Vleer
Tom Poes en de Zwarte Vleer is een ballonstripverhaal uit de stripserie Tom Poes. Het verhaal werd voor het eerst gepubliceerd in 1965/1966 in weekblad Revue. De oorspronkelijke inkleuringen werden verzorgd door Wim Lensen.

## Samenvatting
Op een onweersachtige avond vertelt heer Bommel aan Tom Poes dat hij soms graag slechts een klein huisje zou willen bezitten. Daarop komt Zwarte Vleer plotseling binnenvliegen, die alles laat krimpen. Bommelstein is nu een miniatuur geworden, ter grootte van een schaakstuk.
Tom Poes en heer Bommel besluiten de koning en koningin om hulp te vragen, maar die geloven hen in eerste instantie niet. Kort daarop verkleint Zwarte Vleer ook het koningspaar tot witte schaakstukken. Tom Poes en heer Bommel nemen hen mee naar het paleis, dat even later ook door Zwarte Vleer wordt verkleind, waarop iedereen vlucht. De soldaten worden verkleind tot pionnen. Zwarte Vleer zoekt nu steun bij andere vleermuizen. Die weigeren, waarop ze door Zwarte Vleer worden verkleind tot de zwarte schaakstukken.
In een grot leest Zwarte Vleer in het "boze boek" en drinkt het bronwater waardoor hij kan vliegen. Daarop vliegt hij naar de bergtop, waar een groot schaakbord staat. Heer Bommel heeft de witte schaakstukken in een kistje, als hij plots de lucht ingetrokken wordt. Tom Poes grijpt zijn voeten en gaat mee. Dan blijkt waarom heer Bommel niet verkleind werd: Zwarte Vleer denkt makkelijk te kunnen winnen van heer Bommel. Doodsbang zet heer Bommel de witte schaakstukken neer. Tom Poes liet eerder los, en belandt in de grotten. Hij leest in het toverboek, drinkt van het bronwater, en vliegt snel naar het schaakbord. Heer Bommel dreigt inmiddels schaakmat te worden gezet en dus te verliezen, waarmee Zwarte Vleer alle macht zou krijgen. 
Tom Poes gebruikt dezelfde spreuk, nu om Zwarte Vleer te verkleinen. Daarop giet hij het "minimaalwater" over de schaakstukken, en zegt de spreuk "Liquidantimagica". Alles wordt hierdoor weer normaal. 
Ze rijden te paard mee met de koning en krijgen in het paleis een koninklijke onderscheiding.

## Achtergronden
In 1970 gaf Coöperatieve Condensfabriek Friesland een album uit waarin dit verhaal was samengevoegd met Tom Poes en de pruikenmaker; consumenten konden met spaarpunten en een bijbetaling het album bestellen.
In de jaren 70 is er ook een illegale versie van het verhaal uitgegeven.
Het verhaal verscheen oorspronkelijk onder de titel Tom Poes en het betoverde schaakspel in 1952 in het tijdschrift Wereldkroniek in de nummers 40 t/m 50. In 1980 werd deze versie in de nrs. 34-40 van 1980 opnieuw gepubliceerd in het weekblad Donald Duck met een gewijzigde paginaopmaak. De verhaallijn en de tekenstijl wijken hierbij sterk af van de verhaalversie in Revue. In 1981 werd deze aangepaste versie in albumvorm uitgegeven door uitgeverij Oberon, samen met Tom Poes en het land van Om. In 2023 gaf uitgeverij Cliché het opnieuw uit. 